# Asia Publishers
ASIA Publishers (도서출판 아시아 (); RR: Doseochulpan Asi-a ) es una editorial surcoreana con sede en Seúl, la capital del país. Es conocida como editora de volúmenes de literatura coreana en formato bilingüe, generalmente de novela corta y con una breve biografía del autor, antecedentes del entorno social e histórico de la obra y una breve recopilación de la respuesta crítica coreana a las obras.

## Historia
Fundada en 2006 por la editorial Kim Jae-Boom, pronto sacó su revista ASIA, más tarde llamada Storytelling ASIA, una revista trimestral de literatura asiática. La revista recopila y publica cuentos, poesía, ensayos breves y reseñas de libros. En 2012, ASIA Publishers comenzó a publicar series de ficción coreana tanto en inglés como en coreano. Estos volúmenes, titulados "Edición Bilingüe de Literatura Coreana Moderna", se agruparon por temas con la colección #1, centrada en la industrialización y el papel de la mujer en la sociedad surcoreana. Entre los autores destacan Kyung-sook Shin ( Por favor, cuida de mamá ), Park Wan Suh ( Who Ate up all the Shinga ), Kim Won il, ( Soul of Darkness ) y Hwang Sok-yong ( The Road to Sampo ). De hecho, la publicación de estos trabajos se consideró lo suficientemente significativa como para aparecer en el sitio web oficial de la presidencia de la República ( Cheong Wa-Dae - 청와대 ).
Actualmente, ASIA Publishers está imprimiendo una "Serie de ficción K", destinada a atraer a un público más joven. Esta serie incluye a los autores como Park Min-gyu y Son Bo-mi, quienes representan la vanguardia de la ficción surcoreana contemporánea. Los títulos de los libros actuales incluyen: Dinner with Buffet ( Park Min-gyu ); Arpan ( Park Hyoung-su ); My Clint Eastwood ( Oh Han-ki ); Dishonored ( Choi Min-Woo ); y Hot Air Balloon (Son Bo-mi).

## Publicaciones
- ASIA Magazine
- "Bi-lingual Edition Modern Korean Literature" ( Serie )
- "K-Fiction" ( Serie )
- A Fine Balance by Rohinton Mistry
- Such a Long Journey by Rohinton Mistry
- Family matters by Rohinton Mistry
- Ramayana
- Mahabarata
- Shahnameh

## Journal Volumes
- VOL. 1 NO. 1 (SUMMER 2006)
- VOL. 1 NO. 2 (AUTUMN 2006)
- VOL. 1 NO. 3 (WINTER 2006)
- VOL. 2 NO. 1 (SPRING 2007)
- VOL. 2 NO. 2 (SUMMER 2007)
- VOL. 2 NO. 3 (AUTUMN 2007)
- VOL. 2 NO. 4 (WINTER 2007)
- VOL. 3 NO. 1 (SPRING 2008)
- VOL. 3 NO. 2 (SUMMER 2008)
- VOL. 3 NO. 3 (AUTUMN 2008)
- VOL. 3 NO. 4 (WINTER 2008)
- VOL. 4 NO. 1 (SPRING 2009)
- VOL. 4 NO. 2 (SUMMER 2009) Indian Special
- VOL. 4 NO. 3 (AUTUMN 2009) Vietnamese Special
- VOL. 4 NO. 4 (WINTER 2009) Philippine Special
- VOL. 5 NO. 1 (SPRING 2010) Mongolian Special
- VOL. 5 NO. 2 (SUMMER 2010) Palestine Special
- VOL. 5 NO. 3 (AUTUMN 2010) Indonesian Special
- VOL. 5 NO. 4 (WINTER 2010) Turkish Special
- VOL. 6 NO. 1 (SPRING 2011) Special Focus on Asians reflecting on Asia and its future
- VOL. 6 NO. 2 (SUMMER 2011) Special Focus on Arab writers discuss ‘Jasmine Revolution’
- VOL. 6 NO. 3 (AUTUMN 2011) Special Focus on The contemporary Chinese literature landscape through writers
- VOL. 6 NO. 4 (WINTER 2011) Special Focus on Story heritages of Asia
- VOL. 7 NO. 1 (SPRING 2012) Special Focus on Hanoi
- VOL. 7 NO. 2 (SUMMER 2012) Special Focus on Shanghai
- VOL. 7 NO. 3 (AUTUMN 2012) Special Focus on Sapporo
- VOL. 7 NO. 4 (WINTER 2012) Special Focus on Delhi
- VOL. 8 NO. 1 (SPRING 2013) Special Focus on Seoul
- VOL. 8 NO. 2 (SUMMER 2013) Special Focus on Istanbul
- VOL. 8 NO. 3 (AUTUMN 2013) Special Focus on Taipei
- VOL. 8 NO. 4 (WINTER 2013) Special Focus on Asian cities and writers
- VOL. 9 NO. 1 (SPRING 2014) Special Focus on Vladivostok
- VOL. 9 NO. 2 (SUMMER 2014) Special Focus on Bangkok
- VOL. 9 NO. 3 (AUTUMN 2014) Special Focus on Incheon
- VOL. 9 NO. 4 (WINTER 2014) Special Focus on Hong Kong
- VOL. 10 NO. 1 (SPRING 2015) Special Focus on Siem Reap